# Gornji Agići
Gornji Agići är ett samhälle i Bosnien och Hercegovina.   Det ligger i entiteten Republika Srpska, i den nordvästra delen av landet, 190 km nordväst om huvudstaden Sarajevo. Gornji Agići ligger 177 meter över havet och antalet invånare är 272.
Terrängen runt Gornji Agići är kuperad åt sydost, men åt nordväst är den platt. Gornji Agići ligger nere i en dal. Närmaste större samhälle är Bosanski Novi, 14,1 km norr om Gornji Agići. 
I omgivningarna runt Gornji Agići växer i huvudsak lövfällande lövskog. Runt Gornji Agići är det ganska tätbefolkat, med 86 invånare per kvadratkilometer.